# L'Albà
L'Albà (també conegut com l'Albà Nou, l'Albà de Baix, Cal Canonjo o Cal Canonge) és una entitat de població del municipi d'Aiguamúrcia, a la comarca de l'Alt Camp.

## Història
Va tenir terme propi fins al segle XIX, quan es va annexionar amb Aigumúrcia juntament amb Selma i Santes Creus. A finals del segle xix va créixer la població i s'hi va construir una nova església.
El terme de l'Albà tenia el 2005 28 habitants, que ja havien baixat a 24 en el cens del 2007. El nucli de l'Albà Nou, o Cal Canonge, tenia tan sols 6 habitants censats el 2007. La resta d'habitants del terme es repartien entre els pobles de Masbarrat i les Destres (aquest amb les ruïnes d'un edifici medieval), tots dos a la carretera que va a Aiguamúrcia, amb 14 i 2 habitants respectivament aquell mateix any, més 6 de disseminats.

## Descripció
El poble se situa a l'inici de la carretera local TV-2005 que l'uneix amb Aiguamúrcia, en una plana elevada des d'on es domina el Camp de Tarragona, voltat d'una gran massa forestal, al sud-oest del terme municipal.
Prop del poble hi ha el nucli antic, anomenat l'Albà Vell o l'Albà de Dalt, situat dalt d'un turó a 797 m d'altitud on es conserven les ruïnes del seu castell del segle x i les restes de la capella romànica de Santa Maria de l'Albà.